# Меневаль, Клод Франсуа де
Клод Франсуа де Меневаль (2 апреля 1778, Париж — 18 июня 1850, Париж) — личный секретарь Наполеона и его ближайший сотрудник с 1802 по 1813 год. Автор мемуаров.

## Биография
Родился в Париже по адресу на улице Маре Сен-Жермен, 19. Под руководством английской гувернантки достаточно хорошо выучил английский, что в дальнейшем позволило ему переводить во время переговоров по Амьенскому договору, а позднее писать письма, в которых императрица Жозефина просила Британские ботаники посылают семена редких растений в свой сад в Мальмезоне. Учился в колледже Мазарини, пока последний не закрылся в начале Французской революции.
Полгода находился на военной службе в 5 драгунском полку под командой Луи Бонапарта. Вернувшись к гражданской жизни, благодаря дружбе с Палиссо де Монтенуа, был назначен распорядителем библиотеки Директории, (ранее библиотеки дворца Тюильри) в 30 000 томов.
Был нанят в качестве секретаря Жозефом Бонапартом по возвращении последнего из посольства в Риме. Вместе с французскими полномочными представителями Меневаль принимал участие в переговорах, которые привели к подписанию Мортефонтенского договора (1800 г.), Люневильского мира (1801 г.), Конкордата и Амьенского договора (1802 г.).

### Личный секретарь Наполеона
2 апреля 1802 года Менневаль был принят в Тюильри, и Жозефина любезно усадила его за обед. Первый консул, расспросив его в своем кабинете, попросил его вернуться на следующий день и там продиктовал ему записку для Годена, министра финансов, с такой многословностью, что Меневалю было трудно писать под диктовку. Тем не менее Первый консул был удовлетворен. Он позвонил Дюроку, которого попросил предоставить Меневалю жильё в Тюильри и зарегистрировать его за столом своих адъютантов. Вскоре Меневаль был назначен личным секретарём Наполеона вместо уволенного Бурьенна.
Меневаль оставался личным секретарём Наполеона на протяжении всего Консульства и Первой Империи, вплоть до отречения Императора. Наполеон несколько раз повторял, что, приняв этого секретаря к себе на службу, он приобрел сокровище.
Сопровождал императора в его походах по Европе.
Рабочим местом Меневаля в Тюильри был «внутренний кабинет Наполеона» — бывшая спальня Марии-Терезы, жены Людовика XIV, небольшая комната с единственным окном, выходившим в сад. Кабинет Наполеона был на первом этаже Тюильри, со стороны сада. Меневаль превосходно писал под диктовку Наполеона, используя личную стенографию.

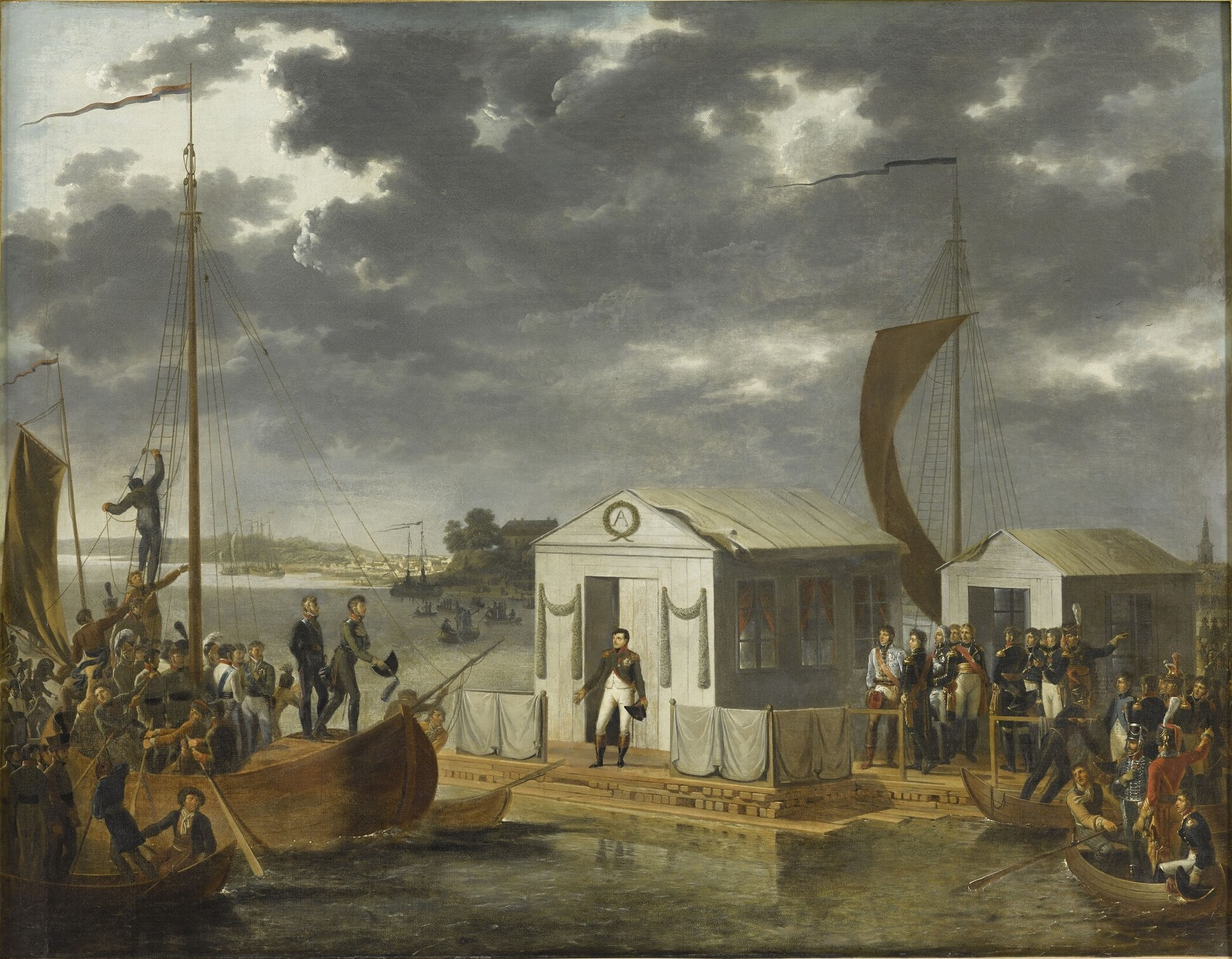
Встреча Наполеона I и Александра I на Немане (1808 г.) — Картина Адольфа Рена

Меневаль следовал за Наполеоном во всех путешествиях и походах. Он был в Нотр-Дам-де-Пари на коронации и коронации Наполеона и Жозефины (2 декабря 1804 г.), в Милане, в Доме, на коронации Наполеона как короля Италии (26 мая 1805 г.).
Он также сопровождал императора в его походе 1805 года. 2 декабря 1805 года, после победы под Аустерлицем, Меневаль записал под диктовку знаменитое обращение Наполеона к армии (« Soldats, je suis content de vous».
Вернувшись в Париж, Наполеон реорганизовал свой кабинет. Указом от 3 февраля 1806 года Меневаль был назначен личным секретарем (secrétaire du portefeuille) с жалованьем в 24 000 франков в год. Фактически Меневаль был главным секретарем: он один представляет императору письма и отчеты, он отправляет всю почту, он один входит в кабинет императора и только у него одного есть ключи от секретного кабинета и доступ к бумагам императора. В последующем штат секретарей был значительно расширен и Меневаль будет иметь в своем распоряжении множество помощников, архивариусов, картографов и хранителей документов.
Меневаль следовал за Наполеоном в кампаниях Пруссии (1806 г.) и Польши (1807 г.). Он также присутствовал на встрече на Немане 25 июня 1807 года между Наполеоном и Александром I и на последующих переговорах в Тильзите между двумя императорами (26 июня — 9 июля 1807 г.) ((на илл.)).

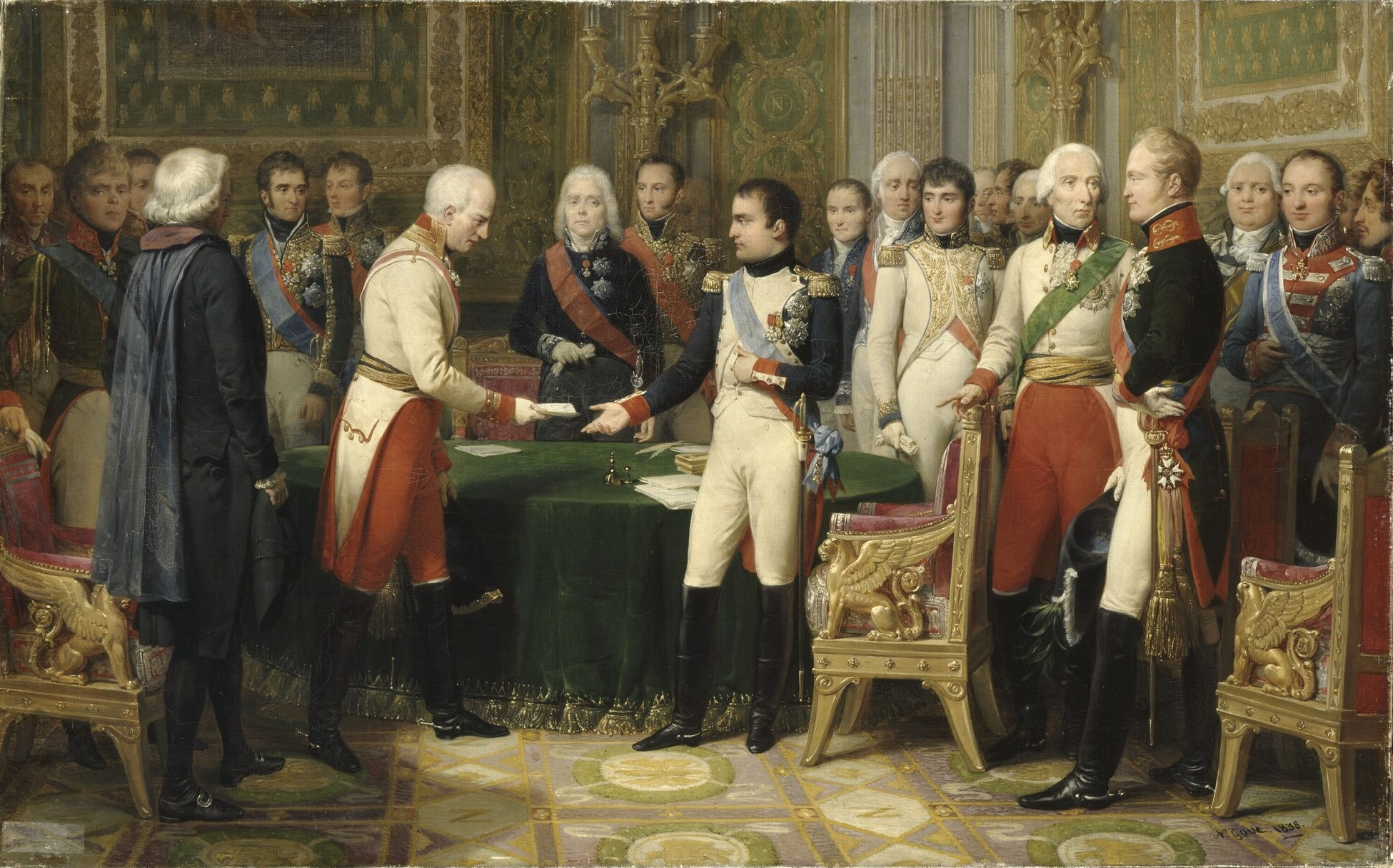
Наполеон принимает австрийского посла в Эрфурте. Картина Николя Госсе

По совету Наполеона Меневаль женился в 1807 г. В 1808 году Меневаль присутствовал на Эрфуртском конгрессе (27 сентября — 14 октября 1808 года) между Наполеоном, царем и государями Германии ((на илл.)). Царь подарил Меневалю табакерку, украшенную бриллиантами.
В конце того же года Меневаль присутствовал при разводе Наполеона с императрицей Жозефиной, а затем, несколько месяцев спустя, при повторном браке императора с эрцгерцогиней Марией-Луизой.
Наполеон сделал его бароном Империи по патенту от 26 апреля 1810 г. При этом Менневаль стал Меневалем. 25 апреля 1806 года он был удостоен звания кавалера ордена Почетного легиона.
В 1812 году, во время русской кампании, здоровье Менневаля серьёзно пострадало от усталости и работы, а также сильного обморожения. Отправленный в Париж, он должен был два месяца лежать в постели после чего был вынужден отказаться от своих обязанностей первого секретаря кабинета министров. Барон Фейн получил указом от 9 февраля 1813 года звание и функции секретаря императорского кабинета.
В том же году Меневаль был назначен магистром запросов в Государственный совет.

### После падения Наполеона
29 марта 1814 года Манневиль сопровождал императрицу и короля Рима при переезде из Тюильри в Рамбуйе, а затем в Блуа. По пути отряд казаков разграбил конвой. Меневаль, хранивший шпагу Наполеона, сломал лезвие и сунул рукоять в карман сюртука. Вскоре Марии-Луизе, королю Рима и Меневалю, пришлось отправиться в Вену (Австрия), а затем в Шёнбрунн, где он оставался до мая 1815 г., после чего он присоединился к императору в Париже.
Находясь в Вене, Меневаль передавал Наполеону на острове Эльба информацию о Венском конгрессе.
Катастрофа при Ватерлоо положила конец плану Наполеона относительно Меневаля: титул герцога Империи, должность статского советника и министерство почт.
Меневаль, который хотел последовать за Наполеоном в изгнание, не смог вернуться в Мальмезон до отъезда императора в Рошфор.
18 июля 1815 года был арестован. Он отказался от сотрудничества с французской Реставрацией, сказав: «Я не могу так поступить, после того как служил такому великому человеку».

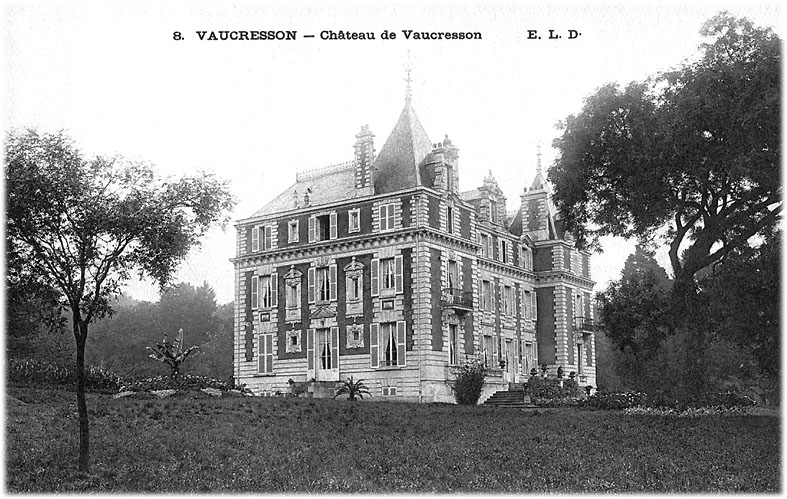
Замок Вокресон (О-де-Сен).

В 1816 году, во время белого террора, он был помещен под домашний арест в своём замке Вокресон (О-де-Сен), который в дальнейшем он продал за 200 000 золотых франков.
Наполеон на острове Сент-Элен вспомнил своего бывшего личного секретаря и, записав его имя в своем завещании, выразил ему свое высокое уважение и благодарность за его верность и выдающиеся заслуги. Низложенный император писал: «Меневаль был мягок, сдержан, усерден, очень скрытен, работал в любое время. Il ne m’a jamais donné que satisfaction et agrément et je l’ai fort aimé. „ 1821 году Наполеон завещании в размере 100 000 франков.

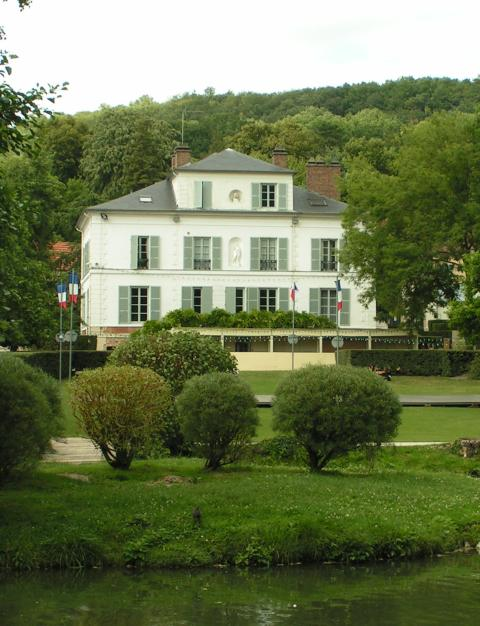
Замок Эрмитаж в Жиф-сюр-Иветт.

В 1827 году Меневаль купил обширное поместье в Жиф-сюр-Иветт. Там он принял принца Луи-Наполеона Бонапарта и принцессу Матильду. С 1831 по 1848 год Меневаль занимал должность муниципального советника Жифа.
В том же 1827 году Меневаль опубликовал свои "Воспоминания" (первое издание в 1827 году, второе в 1835 году, третье в 1843 году). Он переписывался с Адольфом Тьером, Абелем Гюго и регулярно встречается с некоторыми представителями знати Империи: Лавалеттом, Гаспар Гурго, Марбо и Бертран.
В Париже 15 декабря 1840 года, во время Возвращения праха, находился среди верующих в церкви Сен-Луи-де-Инвалидов.
Меневаль умер в Париже 18 июня 1850 года, в возрасте 72 лет и был похоронен на кладбище Монмартр.

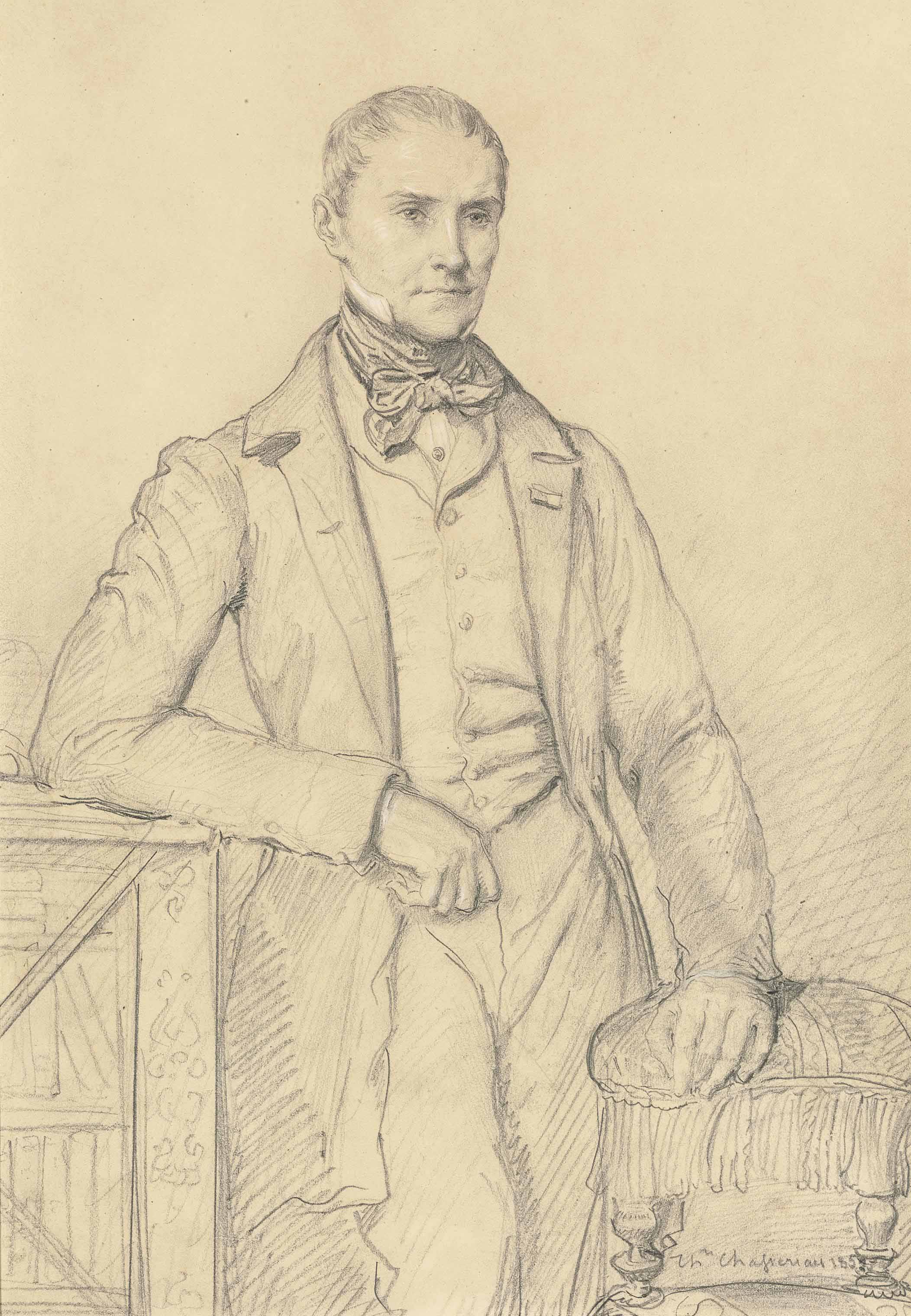
Портрет барона Клода-Франсуа де Меневаля, написанный Теодором Шассерио (1852 г.).